# Новоданковский
Новоданковский — посёлок в Панинском районе Воронежской области.
Входит в состав Краснолиманского сельского поселения.

## География
Посёлок расположен в юго-восточной части поселения.

### Улицы
- ул. Данковская
- ул. Новоданковская

## Население
| 2000 | 2005 | 2010 |
| ---- | ---- | ---- |
| 68   | ↘56  | ↘13  |

## История
Основан в начале XX века переселенцами из села Данково, ныне Каширского района.